# Wydawnictwo Buchmann
Buchmann – wydawnictwo działające od 1987 roku, na polskim rynku wydawniczo-księgarskim obecne od 1992 roku. Od 31 grudnia 2012 jest częścią Grupy Wydawniczej Foksal
Wśród publikacji wydawnictwa znajdują się: słowniki językowe i tematyczne, rozmówki, gramatyki, pomoce dydaktyczno-naukowe, leksykony, atlasy, encyklopedie, przewodniki, poradniki, książki edukacyjne, książki dla dzieci i młodzieży oraz albumy.
Wydawnictwo oferuje pomoce dydaktyczno-naukowe do nauki języków obcych: łaciny, angielskiego, niemieckiego, włoskiego, francuskiego, rosyjskiego oraz hiszpańskiego. Są to, m.in.: słowniki, zbiory zasad gramatycznych, wzory korespondencji, samouczki, rozmówki, idiomy, czasowniki z odmianami.
Wydawnictwo prowadzi dystrybucję w całym kraju w danych księgarniach i sieciach księgarskich. Współpracuje z dystrybutorami prasy (m.in. Ruch, Kolporter) oraz klubami wysyłkowymi (Klub dla Ciebie, KKKK, Reader’s Digest). Jest dostawcą książek do kilku sieci marketów i dyskontów. W przypadku sieci Rossmann Polska Sp. z o.o. wyłącznym.